# NGR Hendrie B
Die Fahrzeuge des Typs Hendrie B der Natal Government Railways (NGR) waren Schlepptender-Dampflokomotiven mit der Achsfolge 2'D. Benannt waren sie nach D. A. Hendrie, dem Chief Mechanical Engineer der NGR und Konstrukteur der Lokomotiven. Sechs vorübergehend zu 2'D1'-Lokomotiven umgebaute Exemplare waren die ersten Mountain-Lokomotiven der Welt.

## Geschichte
50 Lokomotiven lieferte die North British Locomotive Company im Jahr 1904; sie erhielten die Bahnnummern 275 bis 324. Es waren die ersten Lokomotiven der NGR mit Schlepptender, und sie waren den bis dahin verwendeten Tenderlokomotiven in Leistung und Reichweite überlegen. Sie schafften als erste Lokomotiven die Strecke zwischen Durban und Pietermaritzburg und zurück an einem Tag.
1906 wurden die sechs jüngsten dieser Lokomotiven zur Verbesserung der Laufeigenschaften mit einer Nachlaufachse versehen (siehe Umbau zur Mountain).
1910 lieferte North British weitere 21 2'D-Lokomotiven in verbesserter Ausführung, die als Improved Hendrie B bezeichnet wurden.
Als die NGR 1910 mit anderen Bahnen zur South African Railways (SAR) vereinigt wurden, wurden die 44 nicht umgebauten Lokomotiven der ersten Lieferung als Klasse 1 mit den Nummern 1245–1288 eingeordnet und die 21 Lokomotiven der zweiten Lieferung als Klasse 1A mit den Nummern 1289–1309.
Die letzten Lokomotiven wurden nach knapp 70 Dienstjahren Anfang bis Mitte der 1970er Jahre ausgemustert. Mindestens zwei Lokomotiven (Nr. 1276 und 1277) sind erhalten geblieben.

## Technik
Die Lokomotiven hatten im Gegensatz zu den 2'D-Klassen 7 und 8 der Cape Government Railway (CGR) einen voluminösen Belpaire-Kessel mit einem breiten, über den Kuppelrädern angeordneten Stehkessel. Weil der Kessel dennoch relativ niedrig angeordnet war, war der Rost deswegen fast auf der Höhe der Langkesselunterseite. Damit die Flammen die Kesselrohre nicht direkt erreichen konnten, war vor dem Rost eine Wand aus Schamottsteinen angeordnet, wodurch auch eine Art Verbrennungskammer entstand.
Bei den 1910 gelieferten Maschinen war der Kessel um 32 mm angehoben. Außerdem waren diese Maschinen mit einer Kraftumsteuerung ausgestattet, die im Laufe der Zeit auch bei den älteren Lokomotiven nachgerüstet wurde. Die Lokomotiven selbst wurden dadurch nur etwa 100 kg schwerer, wobei die maximale Achslast sogar geringfügig verringert wurde, aber der Tender wurde vergrößert und 7,6 t schwerer (Angaben in Klammern in der Tabelle).
Alle Lokomotiven waren auf einem Plattenrahmen aufgebaut, und die Steuerung entsprach der Bauart Walschaerts/Heusinger. Der vierachsige Tender lief auf zwei Drehgestellen.
Anders als viele andere ältere Baureihen erhielten die Lokomotiven keine Standardkessel, sondern behielten die Belpaire-Kessel bis an ihr Einsatzende.

## Umbau zur Mountain

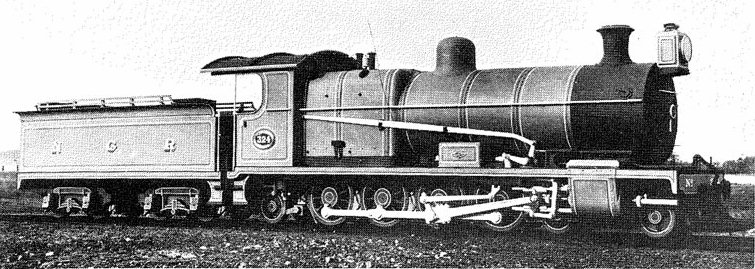
Die umgebaute Lokomotive Nr. 324

1906 wurden die Lokomotiven mit den Nummern 319 bis 324 zur Verbesserung der Laufeigenschaften im Personenzugdienst mit einer Nachlaufachse in einem Bisselgestell versehen und bekamen so die Achsfolge 2'D1'. Die Vergrößerung der geführten Länge führte zu einer Verringerung der Schlingerbewegungen bei höheren Geschwindigkeiten. Auf diese Weise entstanden die ersten Mountains der Welt, zwei Jahre, bevor die ersten von vornherein als 2'D1' gebauten Schlepptenderlokomotiven an die Neuseeländischen Staatsbahnen ausgeliefert wurden. Die ersten Tenderlokomotiven mit dieser Achsfolge waren schon 1888 gebaut worden – ebenfalls für die NGR (Typ Dübs A).
Die SAR ordnete diese sechs Lokomotiven in die Klasse 1B ein und gab ihnen die Nummern 1440–1445. Als die Maschinen nicht mehr im Hauptstrecken-Personenzugdienst eingesetzt wurden, wurden diese Nachlaufachsen zwischen 1926 und 1928 wieder entfernt, und die Lokomotiven kamen in die Klasse 1.
Die Maschinen waren der Anstoß zum Bau weiterer 2'D1'-Lokomotiven, eine Bauart, die zum Standard in Südafrika wurde – in keinem anderen Land der Welt waren so viele Mountain-Lokomotiven im Einsatz. Die NGR beschaffte bereits 1909 weitere Mountain-Maschinen, die Hendrie D (die spätere Klasse 3 der SAR) sowie die American D (die spätere Klasse 3A).